# كرة الهدف في الألعاب البارالمبية الصيفية 2020 - قوائم فرق الرجال
تُظهر هذه المقالة قوائم جميع الفرق المشاركة في بطولة كرة الهدف للرجال في الألعاب البارالمبية الصيفية 2020 في طوكيو.

## المجموعة أ

### الجزائر
فيما يلي قائمة منتخب الجزائر في بطولة كرة الهدف للرجال ضمن الألعاب البارالمبية الصيفية 2020.
| رقم | اللاعب            | الفئة | تاريخ الميلاد (العمر)     |
| --- | ----------------- | ----- | ------------------------- |
| 1   | سمير بلحوشات      | B2    | 20 أكتوبر 1974 (العمر 46) |
| 2   | فراس بنترية       | B1    | 5 أكتوبر 1986 (العمر 34)  |
| 3   | عماد الدين قدمان  | B1    | 23 مارس 1991 (العمر 30)   |
| 4   | عمر مباركي        | B2    | 5 فبراير 1994 (العمر 27)  |
| 5   | جلال بوجدين       | B3    | 18 ديسمبر 1994 (العمر 26) |
| 7   | عبد الحليم العربي | B1    | 26 مايو 1984 (العمر 37)   |

### البرازيل
فيما يلي قائمة البرازيل في بطولة كرة الهدف للرجال في الألعاب البارالمبية الصيفية 2020.
| الرقم | اللاعب                | الفئة | تاريخ الميلاد (العمر)     |
| ----- | --------------------- | ----- | ------------------------- |
| 1     | خوسيه روبرتو أوليفيرا | B1    | 2 أبريل 1981 (العمر 40)   |
| 2     | أليكس دي ميلو         | B2    | 10 ديسمبر 1994 (العمر 26) |
| 4     | ليومون مورينو         | B1    | 21 أغسطس 1993 (العمر 28)  |
| 5     | جوسيمارسيو سوزا       | B3    | 8 سبتمبر 1995 (العمر 25)  |
| 6     | روماريو ماركيز        | B1    | 20 يوليو 1989 (العمر 32)  |
| 9     | إيمرسون دا سيلفا      | B3    | 11 فبراير 1999 (العمر 22) |

### اليابان
الآتي هو قائمة اليابان في بطولة كرة الهدف للرجال في الألعاب البارالمبية الصيفية 2020.
| رقم | اللاعب          | الفئة | تاريخ الميلاد (العمر)     |
| --- | --------------- | ----- | ------------------------- |
| 1   | يوتو سانو       | B3    | 20 يونيو 2002 (العمر 19)  |
| 4   | يوجي تاجوتشي    | B2    | 16 فبراير 1991 (العمر 30) |
| 5   | ريوغا ياماغوتشي | B1    | 5 يناير 1997 (العمر 24)   |
| 7   | كازويا كانيكو   | B3    | 8 فبراير 2002 (العمر 19)  |
| 8   | كوجي مياجيكي    | B3    | 20 مارس 1995 (العمر 26)   |
| 9   | يوتا كاواشيما   | B2    | 24 سبتمبر 1994 (العمر 26) |

### ليتوانيا
القائمة التالية هي قائمة ليتوانيا في بطولة كرة الهدف للرجال في الألعاب البارالمبية الصيفية 2020.
| رقم | اللاعب              | الفئة | تاريخ الميلاد (العمر)     |
| --- | ------------------- | ----- | ------------------------- |
| 1   | نريجس مونتفيداس     | B1    | 21 يناير 1985 (العمر 36)  |
| 2   | أرتوراس يونيكايتيس  | B3    | 21 ديسمبر 1986 (العمر 34) |
| 3   | جوستاس بازاروسكاس   | B1    | 15 ديسمبر 1991 (العمر 29) |
| 5   | مانتاس برازوسكيس    | B2    | 15 يونيو 1990 (العمر 31)  |
| 7   | جينريك بافليوكانيتس | B1    | 17 يونيو 1976 (العمر 45)  |
| 9   | ماريوس زيبوليس      | B1    | 14 أكتوبر 1974 (العمر 46) |

### الولايات المتحدة
فيما يلي قائمة الولايات المتحدة في بطولة كرة الهدف للرجال في الألعاب البارالمبية الصيفية 2020.
| رقم | اللاعب      | الفئة | تاريخ الولادة (العمر)      |
| --- | ----------- | ----- | -------------------------- |
| 1   | داريل ووكر  | B2    | ديسمبر 29, 1981 (العمر 39) |
| 2   | تايلر ميرين | B2    | مايو 29, 1984 (العمر 37)   |
| 4   | جون كوسكو   | B2    | أغسطس 6, 1984 (العمر 37)   |
| 7   | مات سيمبسون | B1    | مارس 30, 1990 (العمر 31)   |
| 5   | زاكاري بولر | B2    | يناير 5, 1997 (العمر 24)   |
| 6   | كالهان يونغ | B2    | فبراير 23, 1995 (العمر 26) |

## المجموعة ب

### بلجيكا
التالي هو قائمة بلجيكا في بطولة كرة الهدف للرجال في الألعاب البارالمبية الصيفية 2020.
| رقم | اللاعب         | التصنيف | تاريخ الميلاد (العمر)    |
| --- | -------------- | ------- | ------------------------ |
| 1   | آرن فانهوف     | B2      | 17 أغسطس 1983 (العمر 38) |
| 2   | وسيم أمنير     | B1      | 1 فبراير 1991 (العمر 30) |
| 3   | برونو فانهوف   | B3      | 17 أغسطس 1983 (العمر 38) |
| 5   | كليسون مابريني | B2      | 9 أكتوبر 1992 (العمر 28) |
| 6   | توم فانهوف     | B2      | 17 أغسطس 1983 (العمر 38) |
| 8   | روب إيجسن      | B1      | 11 يناير 1991 (العمر 30) |

### الصين
التالي هو قائمة منتخب الصين في بطولة كرة الهدف للرجال في دورة الألعاب البارالمبية الصيفية 2020.
| الرقم | اللاعب         | الفئة | تاريخ الميلاد (العمر)     |
| ----- | -------------- | ----- | ------------------------- |
| 1     | لاي ليانغيو    | B1    | 9 أكتوبر 2000 (العمر 20)  |
| 2     | كاي تشانغقوي   | B1    | 15 أبريل 1983 (العمر 38)  |
| 3     | يانغ مينغيوان  | B2    | 13 يناير 1998 (العمر 23)  |
| 4     | تشن ليانغليانغ | B1    | 28 سبتمبر 1984 (العمر 36) |
| 5     | هو مينغياو     | B2    | 14 يناير 1995 (العمر 26)  |
| 6     | يو تشينغقوان   | B1    | 19 أبريل 1996 (العمر 25)  |

### ألمانيا
التالي هو قائمة منتخب ألمانيا في بطولة الجولبول للرجال في دورة الألعاب البارالمبية الصيفية 2020.
| رقم | اللاعب        | الفئة | تاريخ الميلاد (العمر)     |
| --- | ------------- | ----- | ------------------------- |
| 1   | مايكل دينيس   | B2    | 13 أكتوبر 1992 (العمر 28) |
| 2   | فيليكس روجي   | B3    | 17 يناير 1989 (العمر 32)  |
| 3   | توماس شتايغر  | B2    | 31 يوليو 1996 (العمر 25)  |
| 6   | أوليفر هوراوف | B2    | 13 نوفمبر 1996 (العمر 24) |
| 7   | رينو تيده     | B2    | 16 مارس 1990 (العمر 31)   |
| 9   | فابيان ديهم   | B3    | 6 أكتوبر 1997 (العمر 23)  |

### تركيا
التالي هو قائمة الفريق التركي في بطولة كرة الهدف للرجال في الألعاب البارالمبية الصيفية 2020.
| الرقم | اللاعب           | الفئة | تاريخ الميلاد (العمر)     |
| ----- | ---------------- | ----- | ------------------------- |
| 1     | حسين ألكن        | B1    | 1 أبريل 1988 (العمر 33)   |
| 3     | أبوبكر صديق كارا | B2    | 13 يوليو 1995 (العمر 26)  |
| 4     | أكرم غوندودو     | B1    | 26 أكتوبر 1990 (العمر 30) |
| 6     | تكن أوكان دزغون  | B1    | 24 مايو 1988 (العمر 33)   |
| 7     | تونجاي قراكايا   | B1    | 1 أكتوبر 1989 (العمر 31)  |
| 8     | عبد الله أيدوودو | B3    | 27 سبتمبر 1991 (العمر 29) |

### أوكرانيا
التالي هو قائمة منتخب أوكرانيا في بطولة كرة الهدف للرجال في دورة الألعاب البارالمبية الصيفية 2020.
| رقم. | اللاعب            | الفئة | تاريخ الميلاد (العمر)     |
| ---- | ----------------- | ----- | ------------------------- |
| 1    | فاسيل أولينك      | B2    | 10 يناير 1996 (العمر 25)  |
| 2    | انتون ستريلتشيك   | B3    | 4 مارس 1992 (العمر 29)    |
| 3    | فيتالي هابونينكو  | B2    | 17 ديسمبر 1994 (العمر 26) |
| 4    | يفغيني تسيهانينكو | B3    | 10 ديسمبر 1990 (العمر 30) |
| 5    | روديون زيهالين    | B2    | 21 مايو 1985 (العمر 36)   |
| 7    | ألكساندر توبوركوف | B2    | 31 مايو 1991 (العمر 30)   |